# バナナドライ部
『バナナドライ部』は、2020年5月17日にテレビ朝日系列で放送されたトークバラエティ番組である。バナナマンの冠番組。
2019年4月3日から2020年3月18日までは『バナナマンのドライブスリー』としてレギュラー放送されていた。
キャッチコピーは「3ヵ所をめぐる車旅」。

## 概要
バナナマンが運転する車に様々なゲストを迎え、そのゲストが行きたい場所や知りたい場所、思い出の場所など、気になる「3ヶ所」をドライブで巡り、その場所にまつわる情報も紹介するトークバラエティ番組。 
ドライブで訪れる「3ヶ所」はゲストのリクエストによって決定され、それに従い番組名とかけて「○○スリー（3軒）」というテーマを設定、グルメスポットや思い出の場所など様々な場所をバナナマン自らの運転で巡る。ロケ使用車（「バナナカー」）はトヨタ・シエンタ→メルセデス・ベンツ・Aクラス。
道中の車内では、行き先についての情報の他にもその地にまつわるゲストの思い出や、ゲストのバナナマンとのエピソードなど様々なトークが繰り広げられ、車窓のカットでは風景の中に番組内容やトーク内容にちなんだ画像やテロップが「看板」として合成される。
ナレーターは女性声優が「特別ナビゲーター」として週替わりで務め（後述）、カーナビゲーションの音声アナウンスを模したナレーションによって番組が進行される。
2020年3月18日の放送を以てレギュラー放送を終了、2020年4月以降は『バナナドライ部』と改題し、日曜朝の『スペシャルサンデー』（日曜10:00 - 11:50）枠で不定期放送とされるも、2023年5月現在、2020年5月17日に第1回が放送されたのみで3年間も放送がない状態となっている。

## 出演者
- バナナマン
  - 日村勇紀 - 運転手
  - 設楽統 - 後部座席[注 3]

## 放送リスト

### ドライブスリー
| 回     | 放送日   | ゲスト                                                          | 放送内容                                                                         | 特別ナビゲーター | 備考              |
| 2019年 | 2019年   | 2019年                                                          | 2019年                                                                           | 2019年           | 2019年            |
| ------ | -------- | --------------------------------------------------------------- | -------------------------------------------------------------------------------- | ---------------- | ----------------- |
| 01     | 04月03日 | 天海祐希                                                        | 「ドラマの現場で喜ばれる差し入れスリー」（行き先：浅草、新橋、代官山）           | 南條愛乃         |                   |
| 02     | 04月10日 | 天海祐希                                                        | 「ドラマの現場で喜ばれる差し入れスリー」（行き先：浅草、新橋、代官山）           | 悠木碧           |                   |
| 03     | 04月17日 | バカリズム                                                      | 「仕事部屋を快適にするグッズスリー」（行き先：北青山、代官山、目黒）             | 内田真礼         |                   |
| 04     | 04月24日 | バカリズム                                                      | 「仕事部屋を快適にするグッズスリー」（行き先：北青山、代官山、目黒）             | 徳井青空         |                   |
| 05     | 05月01日 | ジェジュン                                                      | 「オススメの快適パンツスリー」（行き先：お台場、新宿、原宿）                     | 高野麻里佳       |                   |
| 06     | 05月08日 | 森山直太朗                                                      | 「日頃の疲れをリセットスリー」（行き先：新宿、品川、六本木）                     | 楠田亜衣奈       |                   |
| 07     | 05月15日 | 森山直太朗                                                      | 「日頃の疲れをリセットスリー」（行き先：新宿、品川、六本木）                     | 竹達彩奈         |                   |
| 08     | 05月22日 | 吉村崇（平成ノブシコブシ）                                      | 「お世話になっているロケ弁スリー」（行き先：日本橋浜町、愛知県、代々木上原）     | 佐藤聡美         |                   |
| 09     | 05月29日 | 東京03                                                          | 「東京03の3人が気になっているスリー」（行き先：田園調布、武蔵小杉、上丸子）      | 東山奈央         |                   |
| 10     | 06月05日 | 佐藤隆太                                                        | 「青春気分を思い出すスリー」（行き先：船橋市、幕張、検見川の浜）                 | 芹澤優           |                   |
| 11     | 06月12日 | 佐藤隆太                                                        | 「青春気分を思い出すスリー」（行き先：船橋市、幕張、検見川の浜）                 | 渕上舞           |                   |
| 12     | 06月26日 | 山田孝之                                                        | 「千葉のすごい海苔スリー」（行き先：木更津市中島、木更津市請西、富津市）         | 高森奈津美       | [ 注 5 ]          |
| 13     | 07月03日 | 山田孝之                                                        | 「千葉のすごい海苔スリー」（行き先：木更津市中島、木更津市請西、富津市）         | 五十嵐裕美       |                   |
| 14     | 07月10日 | 佐藤栞里                                                        | 「気分が上がるサンドイッチスリー」（行き先：銀座、門前仲町、富ヶ谷）             | 上坂すみれ       |                   |
| 15     | 07月17日 | 本田翼                                                          | 「ずっとやってみたかった初体験スリー」（行き先：横浜市、平和島、原宿）           | 安野希世乃       |                   |
| 16     | 07月24日 | 本田翼                                                          | 「ずっとやってみたかった初体験スリー」（行き先：横浜市、平和島、原宿）           | 洲崎綾           |                   |
| 17     | 07月31日 | 山田涼介（Hey! Say! JUMP）                                      | 「女子力高めなスポットスリー」（行き先：渋谷、神宮前、麻布十番）                 | 諏訪ななか       | [ 注 6 ]          |
| 18     | 08月07日 | カズレーザー（メイプル超合金）                                  | 「気持ちの良い音スリー」（行き先：新宿、四谷、八重洲）                           | 植田佳奈         | [ 注 7 ]          |
| 19     | 08月14日 | IKKO                                                            | 「今行くべき餃子店ベストスリー」（行き先：神田神保町、有楽町、神田須田町）       | 花守ゆみり       | [ 注 7 ]          |
| 20     | 08月28日 | 志尊淳                                                          | 「肉料理グラデーションスリー」（行き先：表参道、高田馬場、神田駅近く）           | 明坂聡美         |                   |
| 21     | 09月04日 | 小栗旬                                                          | 「激辛グルメスリー」（行き先：大久保、渋谷、恵比寿）                             | 飯田里穂         |                   |
| 22     | 09月11日 | 小栗旬                                                          | 「激辛グルメスリー」（行き先：大久保、渋谷、恵比寿）                             | 愛美             |                   |
| 23     | 09月18日 | TAKAHIRO（EXILE）                                               | 「オススメのラーメン店スリー」（行き先：中目黒、桜新町、三田）                   | 西本りみ         |                   |
| 24     | 10月02日 | Matt                                                            | 「大人の美容スポットスリー」（行き先：銀座、南青山、表参道ヒルズ）               | 伊藤彩沙         |                   |
| 25     | 10月16日 | 中村倫也 佐藤栞里 飯塚悟志（東京03）                            | 特別編「バナナさん遊びましょ」                                                   | 田所あずさ       |                   |
| 26     | 10月23日 | 土田晃之                                                        | 「東京オリンピックマラソンコースドライブツアー」（行き先：神保町、日本橋、雷門） | 大橋彩香         |                   |
| 27     | 11月06日 | トータス松本                                                    | 「バナナマンを連れていきたいスリー」（行き先：新宿御苑、池尻大橋、用賀）         | 新田恵海         |                   |
| 28     | 11月13日 | 今田美桜                                                        | 「早稲田通り10km食べ尽くしスリー」（行き先：飯田橋、神楽坂、高田馬場）           | 立花理香         |                   |
| 29     | 11月20日 | 成田凌 佐藤栞里 カミナリ                                        | 特別編「THE GAME HOUSE」                                                         | -                |                   |
| 30     | 12月04日 | 中村倫也                                                        | 「バナナマンになりたいスリー」（行き先：上野、赤坂、目黒）                       | 三上枝織         |                   |
| 31     | 12月11日 | 成田凌                                                          | 「興奮するフォトスポットスリー」（行き先：南大井、碑文谷、南青山）               | 黒崎真音         |                   |
| 32     | 12月18日 | 松井玲奈                                                        | 特別編「人生クイズ」                                                             | -                |                   |
| SP     | 12月31日 | 東出昌大 黒木華 IKKO 滝沢カレン ROLAND どぶろっく Mr.シャチホコ | 大晦日スペシャル「やり残し解消ツアー」（行き先：横浜中華街、鎌倉、江の島）       | 三森すずこ       | [ 注 8 ]          |
| 2020年 |          |                                                                 |                                                                                  |                  |                   |
| 33     | 01月08日 | 生田斗真                                                        | 「初めてのキャンプスリー」（行き先：浦安市、幕張、千葉市若葉区）                 | 福原香織         | [ 注 6 ] [ 注 9 ] |
| 34     | 01月15日 | 生田斗真                                                        | 「初めてのキャンプスリー」（行き先：浦安市、幕張、千葉市若葉区）                 | 中島由貴         | [ 注 6 ] [ 注 9 ] |
| 35     | 01月22日 | 斎藤工                                                          | 「バナナマンのPV撮影」（行き先：ホテルニューオータニ）                           | 豊田萌絵         |                   |
| 36     | 02月05日 | 浜辺美波                                                        | 「サーモン料理でおもてなし」（行き先：築地）                                     | 鬼頭明里         |                   |
| 37     | 02月12日 | 白石麻衣（乃木坂46）                                            | 「公式お兄ちゃん・バナナマンへの感謝スリー」（行き先：恵比寿、表参道、西麻布）   | 前島亜美         | [ 注 11 ]         |
| 38     | 02月19日 | 磯村勇斗 白石麻衣（乃木坂46） 飯塚悟志（東京03）                | 「新生活スタートスリー」（行き先：代々木、代官山、豊洲）                         | 工藤晴香         |                   |
| 39     | 03月04日 | 満島ひかり                                                      | 「私をデートに連れてって・日村編」（行き先：千葉県）                             | Pile             |                   |
| 40     | 03月11日 | 田中圭                                                          | 「おっさんの休日スリー」（行き先：銀座、亀戸、両国）                             | 和氣あず未       |                   |
| 41     | 03月18日 | 満島ひかり                                                      | 「私をデートに連れてって・設楽編」（行き先：横浜市、千駄ヶ谷、渋谷）             | 小宮有紗         |                   |

### バナナドライ部
| 回     | 放送日   | ゲスト                                                                    | 放送内容                   | 特別ナビゲーター | 備考      |
| 2020年 | 2020年   | 2020年                                                                    | 2020年                     | 2020年           | 2020年    |
| ------ | -------- | ------------------------------------------------------------------------- | -------------------------- | ---------------- | --------- |
| 01     | 05月17日 | YOU 佐藤栞里 渡辺直美 藤本敏史（FUJIWARA） カズレーザー（メイプル超合金） | 「春の房総半島満喫ツアー」 | 三森すずこ       | [ 注 12 ] |

## 放送局・放送時間

### 放送時間
| 放送期間          | 放送時間（JST）             |
| ----------------- | --------------------------- |
| 2019.04 - 2019.09 | 水曜0:20 - 0:50（火曜深夜） |
| 2019.10 - 2020.03 | 水曜0:15 - 0:45（火曜深夜） |

### ネット局一覧
| 放送対象地域 | 放送局                   | 系列           | 放送日時                     | 放送開始日    | ネット状況 | 備考                          |
| ------------ | ------------------------ | -------------- | ---------------------------- | ------------- | ---------- | ----------------------------- |
| 関東広域圏   | テレビ朝日（EX）         | テレビ朝日系列 | 水曜 0:15 - 0:45（火曜深夜） | 2019年4月3日  | 制作局     |                               |
| 青森県       | 青森朝日放送（ABA）      | テレビ朝日系列 | 水曜 0:15 - 0:45（火曜深夜） | 2019年4月3日  | 同時ネット |                               |
| 岩手県       | 岩手朝日テレビ（IAT）    | テレビ朝日系列 | 水曜 0:15 - 0:45（火曜深夜） | 2019年4月3日  | 同時ネット |                               |
| 秋田県       | 秋田朝日放送（AAB）      | テレビ朝日系列 | 水曜 0:15 - 0:45（火曜深夜） | 2019年4月3日  | 同時ネット |                               |
| 山形県       | 山形テレビ（YTS）        | テレビ朝日系列 | 水曜 0:15 - 0:45（火曜深夜） | 2019年4月3日  | 同時ネット |                               |
| 福島県       | 福島放送（KFB）          | テレビ朝日系列 | 水曜 0:15 - 0:45（火曜深夜） | 2019年4月3日  | 同時ネット |                               |
| 長野県       | 長野朝日放送（abn）      | テレビ朝日系列 | 水曜 0:15 - 0:45（火曜深夜） | 2019年4月3日  | 同時ネット |                               |
| 沖縄県       | 琉球朝日放送（QAB）      | テレビ朝日系列 | 水曜 0:15 - 0:45（火曜深夜） | 2019年4月3日  | 同時ネット |                               |
| 中京広域圏   | メ〜テレ（NBN）          | テレビ朝日系列 | 木曜 0:15 - 0:45（水曜深夜） | 2019年4月3日  | 遅れネット | [ 注 14 ] [ 注 15 ] [ 注 16 ] |
| 山口県       | 山口朝日放送（yab）      | テレビ朝日系列 | 金曜 0:20 - 0:50（木曜深夜） | 2019年4月12日 | 遅れネット | [ 注 17 ]                     |
| 長崎県       | 長崎文化放送（ncc）      | テレビ朝日系列 | 土曜 11:00 - 11:30           | 2019年4月13日 | 遅れネット |                               |
| 宮城県       | 東日本放送（KHB）        | テレビ朝日系列 | 火曜 0:20 - 0:50（月曜深夜） | 2019年4月16日 | 遅れネット |                               |
| 静岡県       | 静岡朝日テレビ（SATV）   | テレビ朝日系列 | 火曜 0:20 - 0:50（月曜深夜） | 2019年4月16日 | 遅れネット |                               |
| 広島県       | 広島ホームテレビ（HOME） | テレビ朝日系列 | 火曜 0:20 - 0:50（月曜深夜） | 2019年4月16日 | 遅れネット |                               |
| 新潟県       | 新潟テレビ21（UX）       | テレビ朝日系列 | 日曜 11:20 - 11:50           | 2019年4月17日 | 遅れネット | [ 注 18 ]                     |
| 愛媛県       | 愛媛朝日テレビ（eat）    | テレビ朝日系列 | 水曜 1:25 - 1:55（火曜深夜） | 2019年4月17日 | 遅れネット |                               |
| 熊本県       | 熊本朝日放送（KAB）      | テレビ朝日系列 | 水曜 0:55 - 1:25（火曜深夜） | 2019年4月17日 | 遅れネット |                               |
| 鹿児島県     | 鹿児島放送（KKB）        | テレビ朝日系列 | 土曜 16:00 - 16:30           | 2019年4月18日 | 遅れネット | [ 注 19 ]                     |
| 石川県       | 北陸朝日放送（HAB）      | テレビ朝日系列 | 水曜 2:05 - 2:35（火曜深夜） | 2019年4月24日 | 遅れネット | [ 5 ]                         |
| 福岡県       | 九州朝日放送（KBC）      | テレビ朝日系列 | 金曜 1:30 - 2:00（木曜深夜） | 2019年5月10日 | 遅れネット |                               |
| 近畿広域圏   | 朝日放送テレビ（ABC TV） | テレビ朝日系列 | 火曜 1:39 - 2:14（月曜深夜） | 2019年10月8日 | 遅れネット |                               |
| 北海道       | 北海道テレビ（HTB）      | テレビ朝日系列 | 日曜 15:20 - 15:50           | 2020年2月2日  | 遅れネット | [ 注 20 ]                     |

備考
TVerにて見逃し配信を行っている。放送開始前の時点ではテレビ朝日ネットワークのうち朝日放送テレビ（近畿広域圏）・瀬戸内海放送（香川県・岡山県）・大分朝日放送（大分県）以外の地域での放送を予定していると告知されていた。2019年10月現在、テレビ朝日ネットワークのうち朝日放送テレビ以外の2局では放送が行われていなかった。なお、瀬戸内海放送では2019年5月2日木曜日 0:25 - 0:55（水曜深夜）に初回放送のみ放送された。放送開始からネットしていたメ〜テレ（中京広域圏）は2019年7月をもってネットを打ち切っていたが、その後不定期放送として再開していた。

## テーマ曲
「FIRE BALL feat. Suga Shikao」
作詞 - Tocchi（Tb） / 作曲 - Atsuki（Tp） / 演奏・歌 - FIRE HORNS
初回（2019年4月3日放送）よりオープニングテーマとして使用。
「バナナマンのドライブスリー 〜東京03バージョン〜」
作詞・作曲 - 角田晃広 / 歌 - 東京03
第9回（2019年5月29日放送）よりエンディングテーマとして使用。同日のゲスト出演に際して角田が自作の番組テーマソングとして披露したものを、後日スタジオレコーディングを経て正式に楽曲として作成し番組内で使用している。また、6月12日よりiTunes Store、Spotify他で配信開始。

## スタッフ
- 構成：興津豪乃
- TD：河野健之、長崎太資
- カメラ：遠藤径介、野田祐介
- 音声：笠原祥希、鈴木卓也、伊藤康明
- 音効：山本達也（ZACK）
- CG：山崎信
- TK：吉条雅美
- 編集：伊藤聡彦、藤河優、高瀬孝河、森嶋亮
- MA：加々見信吾、青木駿典
- 編成：小谷知輝、佐野圭紘
- 宣伝：西田紗希
- 制作協力：テレビ朝日映像
- 衣装協力：COLE HAAN、CYCLAS他
- 制作スタッフ：荒川慧介、鈴木龍太郎、玉田来河、石井みのり
- AP：河野朋恵、海老沢まどか
- ディレクター：丸山耕弥、安井啓太、渡辺直哉
- チーフディレクター：宮澤拓郎
- 演出：近藤正紀
- プロデューサー：山内智未、上野洋輔（山内・上野→2019年9月18日から）、中澤慎吾、岩下英雅、村松秀昭（村松→途中から）
- ゼネラルプロデューサー：荒井祥之（2019年9月18日から）
- 制作著作：テレビ朝日

### 過去のスタッフ
- 編成：柴高啓介、三浦靖雄、新谷拓也、岩井健太郎
- 制作スタッフ：井ノ口功基、三木こころ
- ディレクター：駒奈穂子、宋晃濬
- プロデューサー：小田隆一郎、三浦大輔（小田・三浦→2019年9月11日まで）
- ゼネラルプロデューサー：畔柳吉彦（2019年9月11日まで）